# NGC 7319
NGC 7319 (również PGC 69269 lub UGC 12102) – galaktyka spiralna z poprzeczką (SBbc), znajdująca się w gwiazdozbiorze Pegaza. Została odkryta 23 września 1876 roku przez Édouarda Stephana. Galaktyka ta stanowi część Kwintetu Stephana. Należy do galaktyk Seyferta typu 2.
W galaktyce tej zaobserwowano supernową SN 1971P.